# يوناش فوريتك
يوناش فوريتك هو لاعب كرة مضرب تشيكي، ولد في 10 مارس 2001.

## روابط خارجية
- يوناش فوريتك على موقع رابطة محترفي التنس (الإنجليزية)
- يوناش فوريتك على موقع الاتحاد الدولي لكرة المضرب (الإنجليزية)
- يوناش فوريتك على موقع كأس ديفيز (الإنجليزية)
- يوناش فوريتك على موقع خلاصة التنس.كوم (الإنجليزية)